# Chesneya karatavica
Chesneya karatavica là một loài thực vật có hoa trong họ Đậu. Loài này được Kamelin miêu tả khoa học đầu tiên.